# Cuq-Toulza
Pour les articles homonymes, voir Cuq.
Cuq-Toulza (en occitan Cuc Tolzan) est une commune française située dans le département du Tarn en région Occitanie. Sur le plan historique et culturel, la commune est dans le Lauragais, l'ancien « Pays de Cocagne », lié à la fois à la culture du pastel et à l’abondance des productions, et de « grenier à blé du Languedoc ».
Exposée à un climat océanique altéré, elle est drainée par le Girou, le ruisseau d'Algans, le ruisseau de Péri, le ruisseau de port-long, le ruisseau de Thiers et par divers autres petits cours d'eau. La commune possède un patrimoine naturel remarquable composé de deux zones naturelles d'intérêt écologique, faunistique et floristique.
Cuq-Toulza est une commune rurale qui compte 709 habitants en 2022.  Elle fait partie de l'aire d'attraction de Toulouse. Ses habitants sont appelés les Cuquois ou  Cuquoises.

## Géographie
Commune de l'aire d'attraction de Toulouse située dans le Lauragais entre Castres et Toulouse. C'est une commune limitrophe avec le département de la Haute-Garonne.

### Communes limitrophes
Cuq-Toulza est limitrophe de dix autres communes dont trois dans le département de la Haute-Garonne.
Les communes limitrophes sont  Aguts, Algans, Auriac-sur-Vendinelle, Cambon-lès-Lavaur, Lacroisille, Le Cabanial, Le Faget, Mouzens, Puylaurens et Péchaudier.
| Cambon-lès-Lavaur                                                  | Algans     | Lacroisille       |
| Le Faget (Haute-Garonne)                                           | Cuq-Toulza | Puylaurens        |
| Auriac-sur-Vendinelle (Haute-Garonne), Le Cabanial (Haute-Garonne) | Mouzens    | Péchaudier, Aguts |

### Hameaux et lieux-dits
Estampes est encore un hameau notable sur la carte de Cassini de 1756,, Bajos, le Terme, en Racaud.

### Géologie et relief
La superficie de la commune est de 2 305 hectares ; son altitude varie de 182  à   296 mètres.

### Voies de communication et transports
Accès par la route nationale 126 et la ligne 760 du réseau régional liO assure la desserte de la commune, la reliant à Toulouse et à Castres. Voir aussi la future autoroute A69.

### Hydrographie
La commune est dans le bassin de la Garonne, au sein du bassin hydrographique Adour-Garonne. Elle est drainée par le Girou, le ruisseau d'Algans, le ruisseau de Péri, le ruisseau de port-long, le ruisseau de Thiers, la Ribenque, le Rigoulet, le Ruissel, le ruisseau de l'Endaydé et par divers petits cours d'eau, qui constituent un réseau hydrographique de 31 km de longueur totale,.
Le Girou, d'une longueur totale de 64,5 km, prend sa source dans la commune de Puylaurens et s'écoule du sud-est vers le nord-ouest. Il traverse la commune et se jette dans l'Hers-Mort à Saint-Jory, après avoir traversé 31 communes.

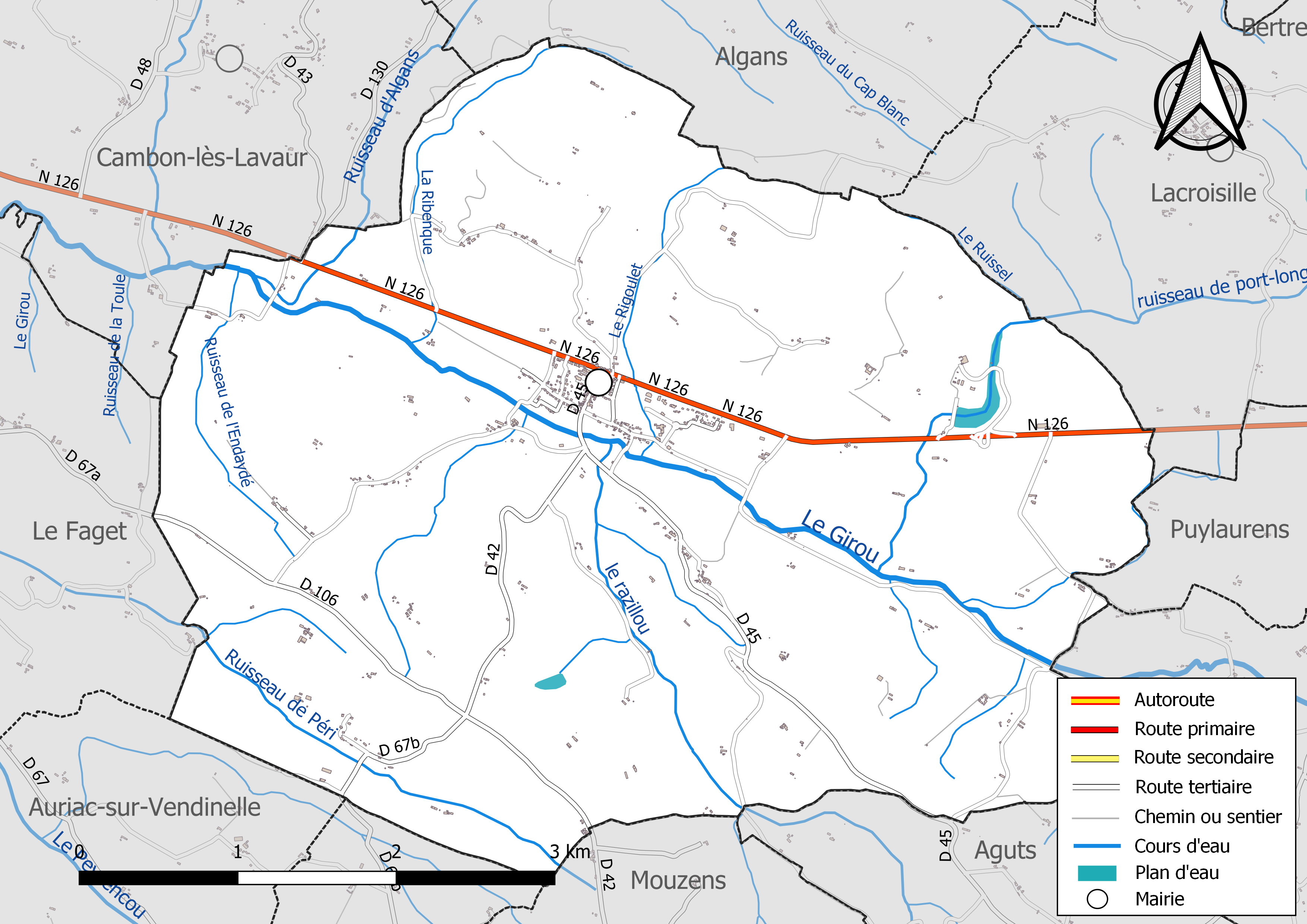
Réseaux hydrographique et routier de Cuq-Toulza.

### Climat
Pour des articles plus généraux, voir Climat de l'Occitanie et Climat du Tarn.
En 2010, le climat de la commune est de type climat du Bassin du Sud-Ouest, selon une étude du Centre national de la recherche scientifique s'appuyant sur une série de données couvrant la période 1971-2000. En 2020, Météo-France publie une typologie des climats de la France métropolitaine dans laquelle la commune est exposée à un climat océanique altéré et est dans la région climatique Aquitaine, Gascogne, caractérisée par une pluviométrie abondante au printemps, modérée en automne, un faible ensoleillement au printemps, un été chaud (19,5 °C), des vents faibles, des brouillards fréquents en automne et en hiver et des orages fréquents en été (15 à 20 jours).
Pour la période 1971-2000, la température annuelle moyenne est de 13,1 °C, avec une amplitude thermique annuelle de 16,2 °C. Le cumul annuel moyen de précipitations est de 809 mm, avec 10,7 jours de précipitations en janvier et 5,5 jours en juillet. Pour la période 1991-2020, la température moyenne annuelle observée sur la station météorologique de Météo-France la plus proche, « Puylaurens », sur la commune de Puylaurens à 10 km à vol d'oiseau, est de 14,4 °C et le cumul annuel moyen de précipitations est de 782,0 mm. 
La température maximale relevée sur cette station est de 42,5 °C, atteinte le 13 août 2003 ; la température minimale est de −16,5 °C, atteinte le 16 janvier 1985,,.
Les paramètres climatiques de la commune ont été estimés pour le milieu du siècle (2041-2070) selon différents scénarios d'émission de gaz à effet de serre à partir des nouvelles projections climatiques de référence DRIAS-2020. Ils sont consultables sur un site dédié publié par Météo-France en novembre 2022.

### Milieux naturels et biodiversité
L’inventaire des zones naturelles d'intérêt écologique, faunistique et floristique (ZNIEFF) a pour objectif de réaliser une couverture des zones les plus intéressantes sur le plan écologique, essentiellement dans la perspective d’améliorer la connaissance du patrimoine naturel national et de fournir aux différents décideurs un outil d’aide à la prise en compte de l’environnement dans l’aménagement du territoire.
Une ZNIEFF de type 1 est recensée sur la commune :
les « coteaux de l'Arnal et du ruisseau de Peyrencou » (135 ha), couvrant 5 communes dont trois dans la Haute-Garonne et deux dans le Tarn et une ZNIEFF de type 2, : 
l'« ensemble de coteaux du Lauragais » (1 407 ha), couvrant 7 communes dont cinq dans la Haute-Garonne et deux dans le Tarn.

Carte des ZNIEFF de type 1 et 2 à Cuq-Toulza.
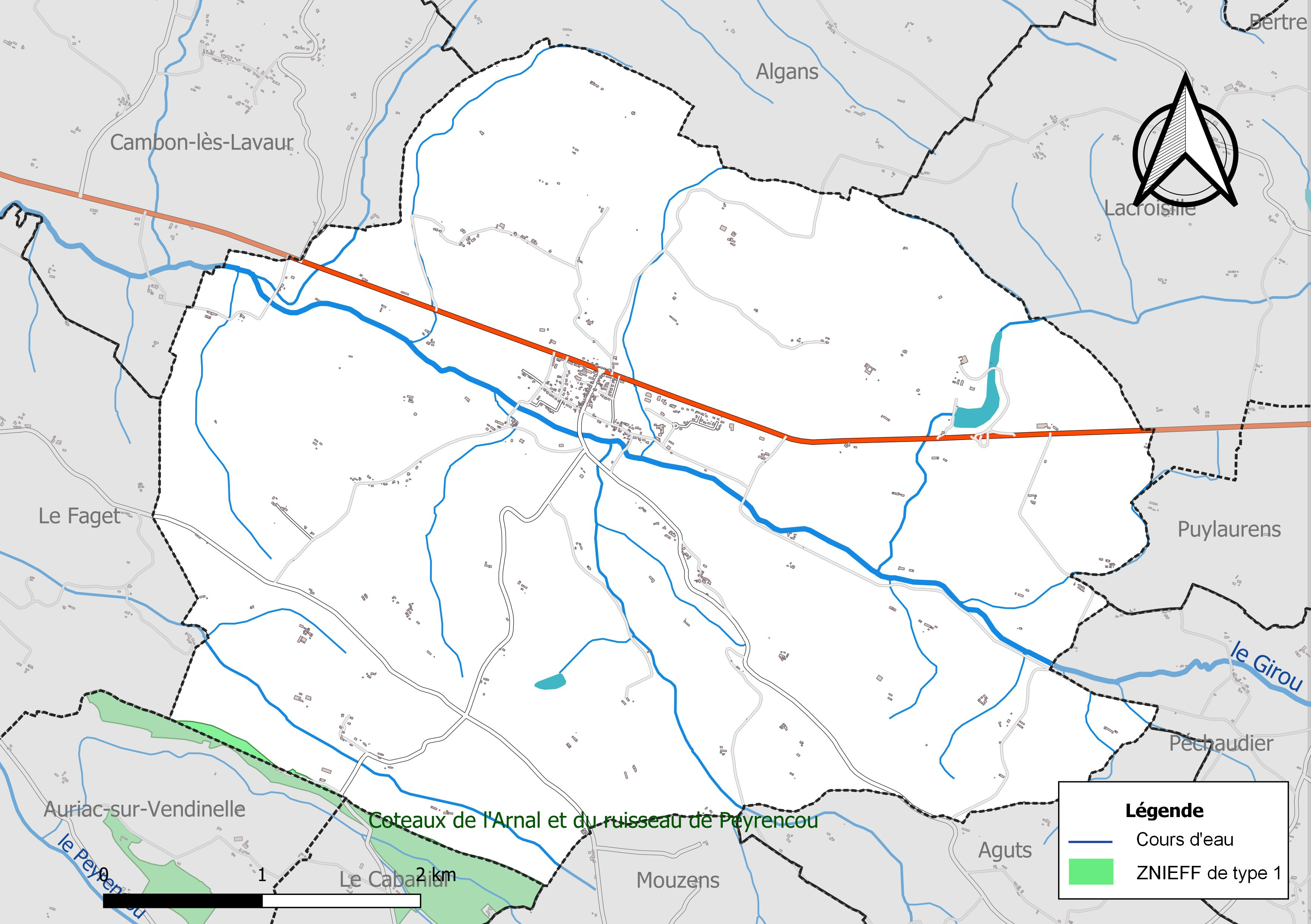
Carte de la ZNIEFF de type 1 sur la commune.
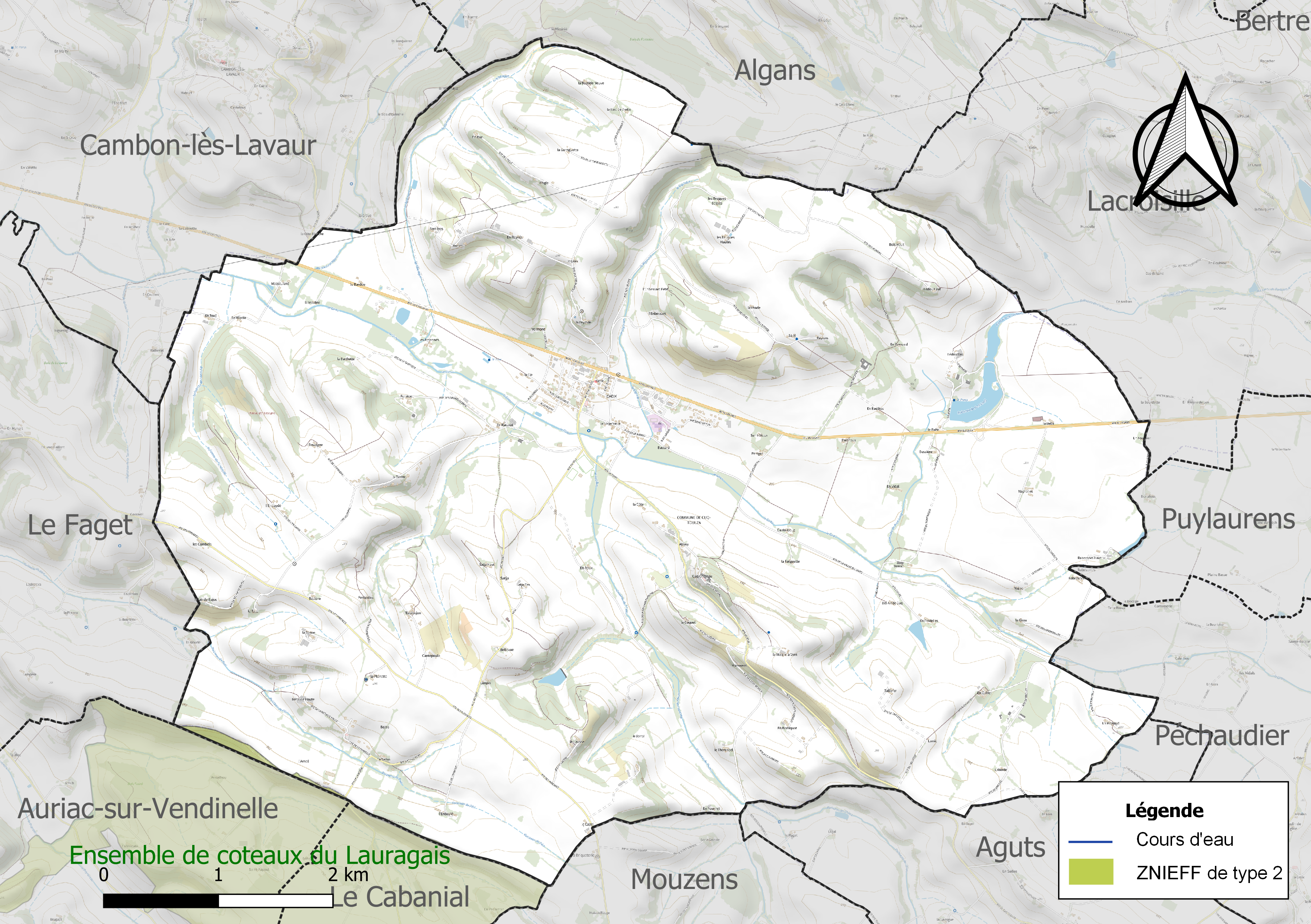
Carte de la ZNIEFF de type 2 sur la commune.

## Urbanisme

### Typologie
Au 1er janvier 2024, Cuq-Toulza est catégorisée commune rurale à habitat dispersé, selon la nouvelle grille communale de densité à sept niveaux définie par l'Insee en 2022.
Elle est située hors unité urbaine. Par ailleurs la commune fait partie de l'aire d'attraction de Toulouse, dont elle est une commune de la couronne,. Cette aire, qui regroupe 527 communes, est catégorisée dans les aires de 700 000 habitants ou plus (hors Paris),.

### Occupation des sols
L'occupation des sols de la commune, telle qu'elle ressort de la base de données européenne d’occupation biophysique des sols Corine Land Cover (CLC), est marquée par l'importance des territoires agricoles (98,2 % en 2018), en diminution par rapport à 1990 (100 %). La répartition détaillée en 2018 est la suivante : 
terres arables (84,9 %), zones agricoles hétérogènes (12,3 %), zones urbanisées (1,8 %), prairies (1 %). L'évolution de l’occupation des sols de la commune et de ses infrastructures peut être observée sur les différentes représentations cartographiques du territoire : la carte de Cassini (XVIIIe siècle), la carte d'état-major (1820-1866) et les cartes ou photos aériennes de l'IGN pour la période actuelle (1950 à aujourd'hui).

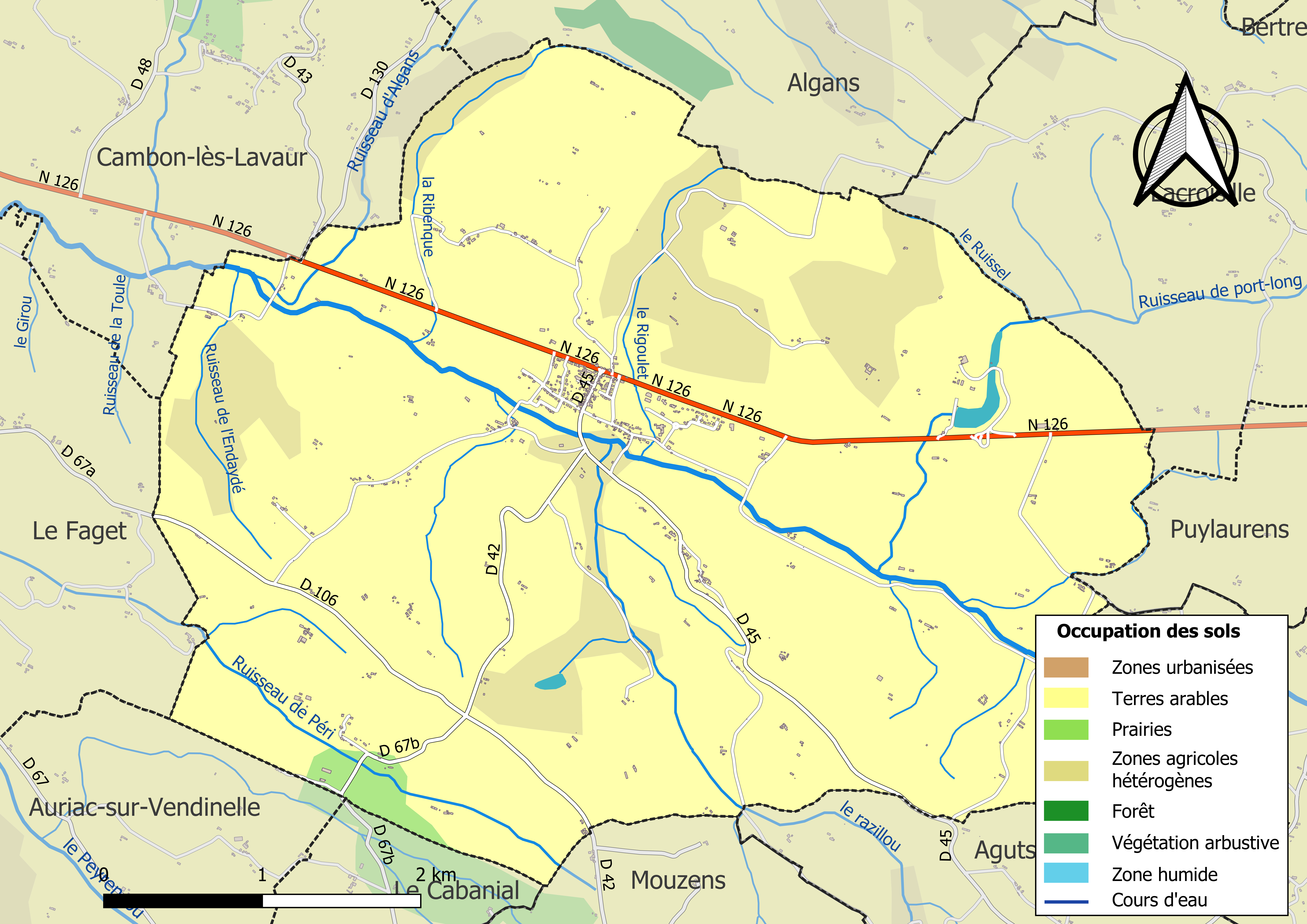
Carte des infrastructures et de l'occupation des sols de la commune en 2018 (CLC).

### Risques majeurs
Le territoire de la commune de Cuq-Toulza est vulnérable à différents aléas naturels : météorologiques (tempête, orage, neige, grand froid, canicule ou sécheresse), inondations, mouvements de terrains et séisme (sismicité très faible). Il est également exposé à un risque technologique,  le transport de matières dangereuses. Un site publié par le BRGM permet d'évaluer simplement et rapidement les risques d'un bien localisé soit par son adresse soit par le numéro de sa parcelle.

#### Risques naturels
Certaines parties du territoire communal sont susceptibles d’être affectées par le risque d’inondation par débordement de cours d'eau, notamment le Girou. La cartographie des zones inondables en ex-Midi-Pyrénées réalisée dans le cadre du XIe Contrat de plan État-région, visant à informer les citoyens et les décideurs sur le risque d’inondation, est accessible sur le site de la DREAL Occitanie. La commune a été reconnue en état de catastrophe naturelle au titre des dommages causés par les inondations et coulées de boue survenues en 1982, 1992, 2000 et 2011,.
Cuq-Toulza est exposée au risque de feu de forêt. En 2022, il n'existe pas de Plan de Prévention des Risques incendie de forêt (PPRif). Le débroussaillement aux abords des maisons constitue l’une des meilleures protections pour les particuliers contre le feu,.

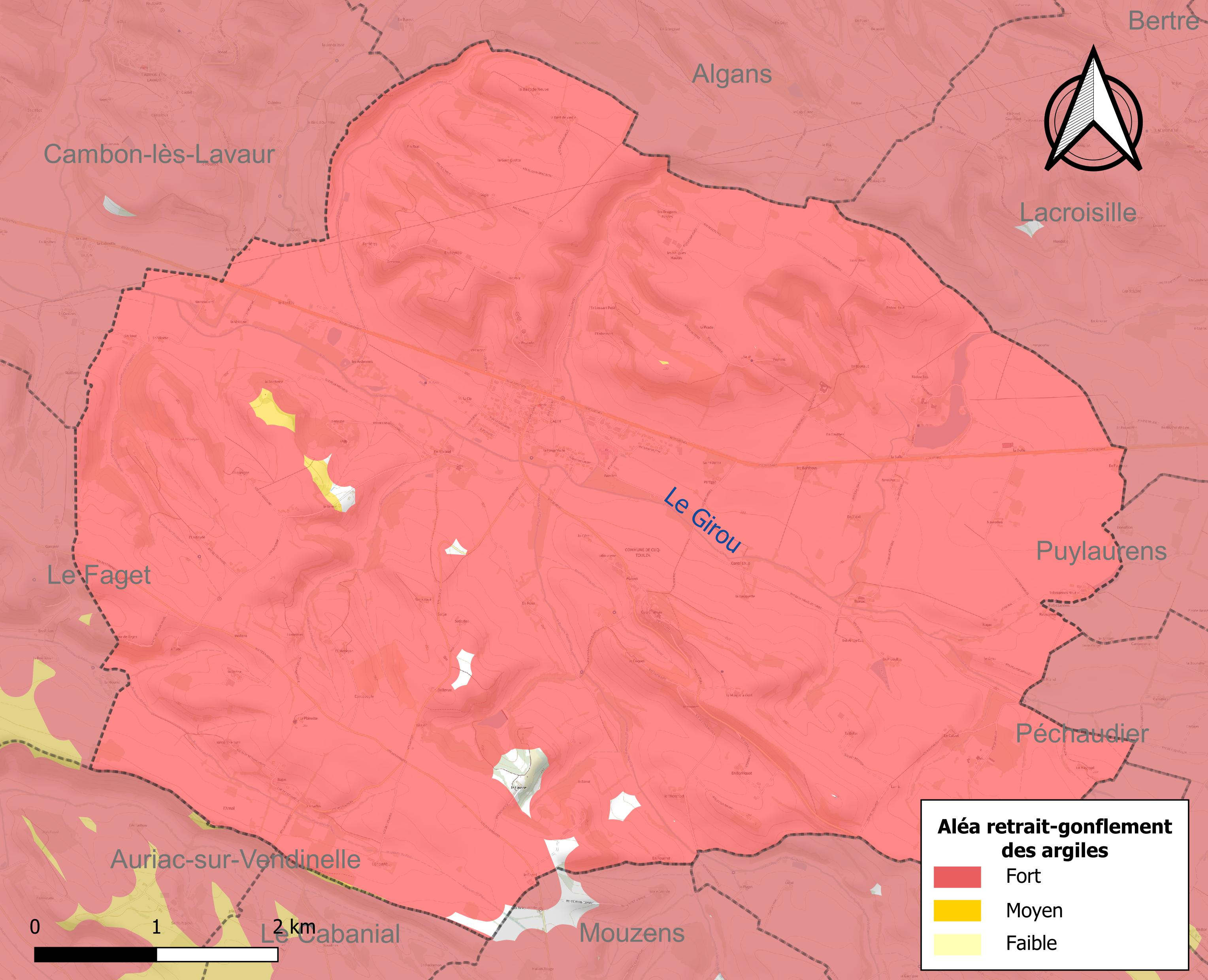
Carte des zones d'aléa retrait-gonflement des sols argileux de Cuq-Toulza.

La commune est vulnérable au risque de mouvements de terrains constitué principalement du retrait-gonflement des sols argileux. Cet aléa est susceptible d'engendrer des dommages importants aux bâtiments en cas d’alternance de périodes de sécheresse et de pluie. 99,2 % de la superficie communale est en aléa moyen ou fort (76,3 % au niveau départemental et 48,5 % au niveau national). Sur les 308 bâtiments dénombrés sur la commune en 2019, 305 sont en aléa moyen ou fort, soit 99 %, à comparer aux 90 % au niveau départemental et 54 % au niveau national. Une cartographie de l'exposition du territoire national au retrait gonflement des sols argileux est disponible sur le site du BRGM,.
Par ailleurs, afin de mieux appréhender le risque d’affaissement de terrain, l'inventaire national des cavités souterraines permet de localiser celles situées sur la commune.

#### Risques technologiques
Le risque de transport de matières dangereuses sur la commune est lié à sa traversée par des infrastructures routières ou ferroviaires importantes ou la présence d'une canalisation de transport d'hydrocarbures. Un accident se produisant sur de telles infrastructures est susceptible d’avoir des effets graves sur les biens, les personnes ou l'environnement, selon la nature du matériau transporté. Des dispositions d’urbanisme peuvent être préconisées en conséquence.

## Histoire

### Origines
Au VIe siècle, les Wisigoths créent un royaume dont la capitale est Toulouse. Les lieux-dits Lesbordes, Esperon, La Salle, Racaud datent de cette époque. Du mélange par la sédentarisation des barbares avec les autochtones va naître, à partir du Xe siècle, la population occitane. L'emblème est la croix occitane au symbolisme ésotérique qui semble matérialiser l'itinéraire des Wisigoths des rives de la mer Noire à Toulouse par les Balkans, l'Italie et l'Espagne. Les hauteurs escarpées ont constitué un point d'appui et de défense, de surveillance et d'observation. Vers l'An 1100, le premier acte important est la charte de fondation de Cuq-Toulza (août 1183) : "Sicard de Puylaurens et Isara, son frère, s'entendirent avec Pierre de Tripoli, Raymond de Dourgne et Guilabert de Puylaurens, tous proches parents, afin de bâtir une forteresse sur le puy de Moncuq.. ils s'obligent à fournir, partie des frais de construction du château, du rempart et du donjon qu'ils proposent d'élever.
Le fief rentre dans la vassalité du Comté de Toulouse et devient Cuq-Toulza. Couloir d'invasion, la vallée du Girou constitue le cheminement privilégié des pèlerins de St Jacques de Compostelle. Du IXe au XVIe siècle des milliers de Jacquets (Bavarois, Autrichiens, Bohémiens, Hongrois, Italiens) emprunteront cette portion dite du "chemin d'Arles".
Cet itinéraire (bassa strada, chemin du bas, bastard et le carrefour de la stradarie) est jalonné d'oratoires : N.-D.-de-las-Tampas ou des Écluses. Vers le milieu du Xe s., la population est acquise aux idées et à la religion cathare prêchée par les Parfaits. Les Croisés de Simon de Montfort feront des ravages dans la population. A plusieurs reprises le château de Cuq changera de mains.
Assiégé et pris par Guy de Montfort en 1211, il ne fut pas compris au nombre des places fortes de l'Albigeois que le comte Raymond VIII s'était engagé à démolir par le traité de 1229. À partir du milieu du XIIe siècle, beaucoup de bastides du Lauragais obtinrent leur franchise : "Cadix (Cuq-Toulza) est créé à partir d'un nom importé d'Espagne par Eustache de Beaumarchais, sénéchal de Toulouse-Albigeois qui venait de guerroyer en Aragon. Cadix (Cuq-Toulza) appartient dès lors à la sénéchaussée de Villefranche de Lauragais.

### Destruction le 30 juin 1622
Aux XIVe et XVe siècles, les grandes découvertes ont des répercussions importantes sur le commerce local. Cuq-Toulza devient un centre d'échange et de transit : localement la culture du pastel en fait un « pays de cocagne ». Au cours du XVIe siècle, Cuq-Toulza et le Faget revendent la garance importée de l'Atlantique. Les Toulousains viennent vendre des épices de bouche. Entre 1505 et 1561, Cuq-Toulza revend des métaux non ferreux, l'étain et le cuivre et entre 1527 et 1547, on y fait un commerce important de cire d'abeille. Cette période de paix et de prospérité relative durera jusqu'au début du XVIIe siècle. La quasi-totalité du pays toujours dans le même esprit de contestation de l'Église ou du pouvoir central se convertit au protestantisme. Début 1621 Louis XIII voyant l’obstination des Protestants à continuer leur Assemblée de La Rochelle malgré sa défense et les mouvements qui existaient en divers endroits du royaume, résolut d’y remédier par lui-même.
L’Assemblée de La Rochelle ayant appris l’approche du roi, confirma le 10 mai 1621 l’organisation des provinces protestantes en huit cercles ou départements et ordonna à tous les religionnaires de prendre les armes.
Le 8 juin 1621, le duc de Rohan fut chargé de commander dans le cercle du Haut Languedoc et de la Haute Guyenne. Louis XIII après s’être assuré de diverses places du Poitou occupées par des religionnaires, s’avança vers la Guyenne où la plupart des villes occupées se soumirent. Le 18 août il investit la ville de Montauban.
Le duc de Rohan se replia sur Castres où il ordonna le 28 septembre de fondre les cloches des églises catholiques du diocèse d’Albi. Il leva et entretint des régiments pour se garantir contre les entreprises des rebelles de Castres, Réalmont, Lombers, Montauban et Saint-Antonin. Ce diocèse entretint en outre toute la cavalerie légère du roi sous les ordres du duc d’Angoulême.
Le 14 novembre, le roi partit pour Toulouse où il arriva incognito et alla loger à l’archevêché près de l’église Saint-Étienne. Il fit son entrée solennelle le 21. Il passa sous sept arcs de triomphe et entra à cheval sous un clais extrêmement riche porté par les huit Capitouls à pied.
Mais la rébellion reprit de plus belle et fit des progrès dans le diocèse de Lavaur. Seules les villes de Lavaur et Labruguière demeurèrent sous l’obéissance du roi. Les sept autres (Puylaurens, Revel, Sorèze, Saint-Paul, Cuq-Toulza, Mazamet et Saint-Amans) prirent les armes et firent une guerre ouverte aux catholiques. Pendant les premiers mois de 1622, le roi était en Guyenne ; le duc de Rohan montra une grande activité dans le Bas-Languedoc ; le duc de Montmorency dès le début de juin saccagea les environs de Montpellier pour punir les religionnaires de cette ville.
Cependant le roi après avoir soumis diverses places de Guyenne, notamment le 9 juin la ville de Nègrepelisse, qu’il livra au feu et au pillage, prit la route de Saint-Antonin où il arriva le 13 juin et obligea la place à se rendre à discrétion le 22 de ce mois. Il y eut un assaut qui coûta 400 morts et beaucoup de blessés à l’armée royale.
Le roi partit 2 jours après, alla coucher à Castelnau de Montmirail du diocèse d’Albi où il séjourna le lendemain, passa à Rabastens, alla coucher à Saint-Sulpice et se rendit enfin à Toulouse.
C’est pendant la marche de l’armée royale vers Béziers qu’eut lieu la destruction des places de Caraman et de Cuq-Toulza qui continuaient de se révolter contre l’autorité du roi et à servir de soutien à l’armée de Rohan. L’armée royale était commandée par Louis XIII en personne, ayant sous ses ordres les maréchaux de Thémines et de Bassompierre et devait se rendre à Castelnaudary en deux colonnes, celle du sud par Toulouse et Villefranche sous les ordres du maréchal de Bassompierre.
Ce dernier partit le 28 juin de Saint-Sulpice avec monsieur de Valençay et vint coucher à Belcastel. Le même jour, les habitants de Caraman envoient une députation de 4 otages au Maréchal pour entamer les négociations avec lui. Bassompierre leur signifia que leur ville serait complètement détruite le lendemain si l’on ne se conformait pas aux décisions suivantes « Les gentilshommes sortiront de la ville le 29 juin au matin avec armes et bagages, sans tambour ni enseignes, les habitants auront la vie saine, mais les murailles seront rasées ; les personnes qui quitteront la ville devront se diriger sur le chemin de Puylaurens et ne devront aller ni à Sorèze, ni à Revel, ni au Mas Ste Puelles ».
Les conditions furent acceptées et exécutées à la date indiquée ; Caraman fut ainsi sauvée du massacre mais ses murailles furent démolies.
Le mercredi 29 juin dans la matinée, le maréchal de Bassompierre reçut la visite du capitaine Gabriel de Montfaucon, seigneur de Rogles, accompagné d’un gentilhomme du pays dont le nom est resté inconnu, lequel indiquait les moyens de se rendre maître la nuit suivante de la ville de Cuq, par surprise, de la pétarder, de la piller et de la brûler. Mais pour cela il lui fallait l’effectif nécessaire. Bassompierre chargea le capitaine de Rogles de cette opération et lui donna à cet effet six compagnies du Royal Piémont, cinquante chevaux d’escorte et vingt chariots.
Ce détachement partit de Belcastel dans l’après-midi et arriva aux portes de Cuq à la tombée de la nuit. La ville fut vivement entourée et attaquée par surprise de plusieurs côtés à la fois.
Les habitants furent saisis et massacrés dans leur lit ; une partie s’enfuit dans les fermes des environs.
Les soldats se livrèrent alors au pillage des maisons et emportèrent tout ce qu’ils trouvèrent de précieux. Ensuite, des pétards incendiaires furent allumés et pendant la journée du 30, l’incendie fut général dans toute la ville.
Le détachement de l’armée royale, après avoir détruit les fortifications et tous les moyens de défense s’en retourna à Loubens, ses voitures lourdement chargées de butin.
La destruction de Cuq fut si complète qu’elle ne s’est jamais relevée de ses cendres. Les familles qui l’habitaient furent ruinées et seules quelques-unes se réfugièrent dans les métairies qu’elles possédaient autour de la ville.
La ville de Cuq avait déjà été incendiée en partie en 1570 par un détachement de l’armée du Prince de Condé. Mais elle était alors sous l’autorité du roi et fut défendue par le capitaine de Bonnefoy qui s’y était enfermé avec 300 volontaires. Ceux-ci firent si bonne contenance que les Princes n’osèrent pas continuer le siège et décampèrent.
Au mois de juillet 1623, conformément aux ordres du roi, le baron d'Amhres se rendit à Cuq pour procéder « à la démolition et l'arasement » de cette place. Il employa pour cette opération 500 hommes de pied, la destruction fut totale et la ville ne se releva jamais de ses cendres. Les familles qui l'habitaient furent ruinées et certaines se réfugièrent dans les métairies qu'elles possédaient autour de la ville. Le petit château qui a remplacé le vieux château de Cuq-Toulza fut construit à l'emplacement de ce dernier. Il consiste en un logis de bâtiment quadrangulaire dont les deux angles de l'un des côtés sont flanqués de tours carrées ayant conservé leur comble aigu en pavillon. La façade opposée présente en son milieu une autre tour à peu près similaire, tandis qu'à l'une des extrémités de cette façade, une petite aile portant une échauguette a reçu à l'époque moderne un décor de créneaux, et malgré ses remaniements, l'édifice conserve un certain nombre d'éléments datant de la reconstruction opérée au XVIIe siècle. Le château de Cuq-Toulza, propriété privée, ne se visite pas.

## Politique et administration

### Administration municipale
Le nombre d'habitants au recensement de 2011 étant compris entre 500 et 1 499 habitants, le nombre de membres du conseil municipal pour l'élection de 2014 est de quinze,.

### Rattachements administratifs et électoraux
Commune faisant partie de la communauté de communes du Sor et de l'Agout, et fait partie du canton de Lavaur Cocagne (avant le redécoupage départemental de 2014, Cuq-Toulza était le chef-lieu de l'ex-canton de Cuq-Toulza).

### Liste des maires
| Période                                  | Période   | Identité          | Étiquette | Qualité                                                     |
| ---------------------------------------- | --------- | ----------------- | --------- | ----------------------------------------------------------- |
| Les données manquantes sont à compléter. |           |                   |           |                                                             |
| 1965                                     | juin 1995 | Louis Brives      |           | Sénateur du Tarn (1968-1995) Conseiller général (1961-1998) |
| mars 2001                                | mars 2014 | Éliane Picouet    |           |                                                             |
| mars 2014                                | En cours  | Jean-Claude Pinel |           |                                                             |

## Population et société

### Démographie
L'évolution du nombre d'habitants est connue à travers les recensements de la population effectués dans la commune depuis 1793. Pour les communes de moins de 10 000 habitants, une enquête de recensement portant sur toute la population est réalisée tous les cinq ans, les populations de référence des années intermédiaires étant quant à elles estimées par interpolation ou extrapolation. Pour la commune, le premier recensement exhaustif entrant dans le cadre du nouveau dispositif a été réalisé en 2004.

En 2022, la commune comptait 709 habitants, en évolution de +1,43 % par rapport à 2016 (Tarn : +2,52 %, France hors Mayotte : +2,11 %).
| 1793 | 1800  | 1806  | 1821 | 1831  | 1836  | 1841  | 1846  | 1851  |
| ---- | ----- | ----- | ---- | ----- | ----- | ----- | ----- | ----- |
| 947  | 1 002 | 1 096 | 973  | 1 189 | 1 175 | 1 136 | 1 127 | 1 170 |

| 1856  | 1861  | 1866  | 1872  | 1876  | 1881  | 1886  | 1891  | 1896  |
| ----- | ----- | ----- | ----- | ----- | ----- | ----- | ----- | ----- |
| 1 184 | 1 181 | 1 187 | 1 140 | 1 175 | 1 121 | 1 121 | 1 047 | 1 004 |

| 1901 | 1906 | 1911 | 1921 | 1926 | 1931 | 1936 | 1946 | 1954 |
| ---- | ---- | ---- | ---- | ---- | ---- | ---- | ---- | ---- |
| 982  | 975  | 951  | 830  | 862  | 834  | 812  | 767  | 673  |

| 1962 | 1968 | 1975 | 1982 | 1990 | 1999 | 2004 | 2006 | 2009 |
| ---- | ---- | ---- | ---- | ---- | ---- | ---- | ---- | ---- |
| 637  | 525  | 515  | 517  | 546  | 519  | 547  | 572  | 674  |

| 2014 | 2019 | 2022 | - | - | - | - | - | - |
| ---- | ---- | ---- | - | - | - | - | - | - |
| 690  | 698  | 709  | - | - | - | - | - | - |

| selon la population municipale des années : | 1968 | 1975 | 1982 | 1990 | 1999 | 2006 | 2009 | 2013 |
| Rang de la commune dans le département      | 105  | 99   | 95   | 106  | 114  | 113  | 105  | 103  |
| Nombre de communes du département           | 326  | 324  | 324  | 324  | 324  | 323  | 323  | 323  |

## Vie pratique

### Service public
Aide à domicile,

### Enseignement
Cuq-Toulza fait partie de l'académie de Toulouse.
L'éducation est assurée par l'école élémentaire du Rigoulet et l'école maternelle Louisette Raygner.
La gestion des écoles a été confiée au syndicat intercommunal de regroupement pédagogique de la vallée du Girou. 9 communes sont concernées : Aguts ; Algans-Lastens ; Cambon Les Lavaur ; Cuq-Toulza ; Lacroisille ; Maurens-Scopont ; Mouzens ; Péchaudier ; Puechoursy.

### Culture
Salle des fêtes Jacques Prévert, foyer rural, école de musique, comité des fêtes,

### Activités sportives
L'union sportive de Cuq Toulza est un club de football fondé en 1922, tennis, chasse, randonnée pédestre, pétanque,

### Écologie et recyclage
La collecte et le traitement des déchets des ménages et des déchets assimilés ainsi que la protection et la mise en valeur de l'environnement se font dans le cadre du SMICTOM de Lavaur (Syndicat mixte intercommunal  de collecte et de traitement des ordures ménagères). La déchetterie des Brugues sur la commune de Lavaur est la plus proche.

## Économie

### Revenus
En 2018, la commune compte 268 ménages fiscaux, regroupant 713 personnes. La médiane du revenu disponible par unité de consommation est de 22 300 € (20 400 € dans le département).

### Emploi
|                | 2008  | 2013  | 2018  |
| -------------- | ----- | ----- | ----- |
| Commune        | 6,4 % | 6,9 % | 8,6 % |
| Département    | 8,2 % | 9,9 % | 10 %  |
| France entière | 8,3 % | 10 %  | 10 %  |

En 2018, la population âgée de 15 à 64 ans s'élève à 418 personnes, parmi lesquelles on compte 84,4 % d'actifs (75,8 % ayant un emploi et 8,6 % de chômeurs) et 15,6 % d'inactifs,. Depuis 2008, le taux de chômage communal (au sens du recensement) des 15-64 ans est inférieur à celui de la France et du département.
La commune fait partie de la couronne de l'aire d'attraction de Toulouse, du fait qu'au moins 15 % des actifs travaillent dans le pôle,. Elle compte 237 emplois en 2018, contre 208 en 2013 et 192 en 2008. Le nombre d'actifs ayant un emploi résidant dans la commune est de 321, soit un indicateur de concentration d'emploi de 73,7 % et un taux d'activité parmi les 15 ans ou plus de 65,6 %.
Sur ces 321 actifs de 15 ans ou plus ayant un emploi, 83 travaillent dans la commune, soit 26 % des habitants. Pour se rendre au travail, 83,2 % des habitants utilisent un véhicule personnel ou de fonction à quatre roues, 0,6 % les transports en commun, 4,7 % s'y rendent en deux-roues, à vélo ou à pied et 11,5 % n'ont pas besoin de transport (travail au domicile).

### Activités hors agriculture

#### Secteurs d'activités
63 établissements sont implantés  à Cuq-Toulza au 31 décembre 2019. Le tableau ci-dessous en détaille le nombre par secteur d'activité et compare les ratios avec ceux du département,.
| Secteur d'activité                                                                                        | Commune | Commune | Département |
| Secteur d'activité                                                                                        | Nombre  | %       | %           |
| --- | ------- | ------- | ----------- |
| Ensemble                                                                                                  | 63      |         |             |
| Industrie manufacturière, industries extractives et autres                                                | 9       | 14,3 %  | (13 %)      |
| Construction                                                                                              | 6       | 9,5 %   | (12,5 %)    |
| Commerce de gros et de détail, transports, hébergement et restauration                                    | 19      | 30,2 %  | (26,7 %)    |
| Activités financières et d'assurance                                                                      | 2       | 3,2 %   | (3,3 %)     |
| Activités immobilières                                                                                    | 3       | 4,8 %   | (4,2 %)     |
| Activités spécialisées, scientifiques et techniques et activités de services administratifs et de soutien | 9       | 14,3 %  | (13,8 %)    |
| Administration publique, enseignement, santé humaine et action sociale                                    | 10      | 15,9 %  | (15,5 %)    |
| Autres activités de services                                                                              | 5       | 7,9 %   | (9 %)       |

Le secteur du commerce de gros et de détail, des transports, de l'hébergement et de la restauration est prépondérant sur la commune puisqu'il représente 30,2 % du nombre total d'établissements de la commune (19 sur les 63 entreprises implantées  à Cuq-Toulza), contre 26,7 % au niveau départemental.

#### Entreprises et commerces
Les cinq entreprises ayant leur siège social sur le territoire communal qui génèrent le plus de chiffre d'affaires en 2020 sont : 
- Chrono Pliage, découpage, emboutissage (2 317 k€)
- D2M, commerce de gros (commerce interentreprises) de bois et de matériaux de construction (1 442 k€)
- Chez Alain, hôtels et hébergement similaire (999 k€)
- Ect, commerce d'alimentation générale (210 k€)
- Holding Vinsa Developpement - HVD, fonds de placement et entités financières similaires (150 k€)

### Agriculture
La commune est dans le Lauragais tarnais, une petite région agricole située dans le sud-ouest du département du Tarn. En 2020, l'orientation technico-économique de l'agriculture  sur la commune est la culture de céréales et/ou d'oléoprotéagineuses. 
|               | 1988  | 2000  | 2010  | 2020  |
| ------------- | ----- | ----- | ----- | ----- |
| Exploitations | 36    | 30    | 24    | 19    |
| SAU (ha)      | 2 050 | 1 738 | 1 601 | 1 729 |

Le nombre d'exploitations agricoles en activité et ayant leur siège dans la commune est passé de 36 lors du recensement agricole de 1988  à 30 en 2000 puis à 24 en 2010 et enfin à 19 en 2020, soit une baisse de 47 % en 32 ans. Le même mouvement est observé à l'échelle du département qui a perdu pendant cette période 58 % de ses exploitations,. La surface agricole utilisée sur la commune a également diminué, passant de 2050 ha en 1988 à 1729 ha en 2020. Parallèlement la surface agricole utilisée moyenne par exploitation a augmenté, passant de 57 à 91 ha.

## Culture locale et patrimoine

### Lieux et monuments
- Château de Bonnac.
- Église Notre-Dame-de-la-Nativité de Cadix.
- Église Notre-Dame de Cuq-Toulza.
- Chapelle du château de Massoulard.
- Église Saint-Paul de Bajos.
- Château de Rogistan.

### Personnalités liées à la commune
- Famille Le Masuyer ;
- Joseph Étienne Timoléon d'Hargenvilliers, général de la Révolution et de l'Empire ;
- Jean-Marc Marino : coureur cycliste ;
- Jean-Marie Guiraud.

### Héraldique
| Cuq-Toulza | Son blasonnement est : D'argent au chevron de sable, au chef d'azur chargé de trois fleurs de lys d'or. |